# Max Kob
Max Kob (* 3. Juni 1898 in München; † 1988 ebenda) war ein deutscher Fußballspieler. Er galt seinerzeit als Torhüterlegende. In der Saison 1926/27 nahm er mit den Münchener „Löwen“ an drei Endrundenspielen um die deutsche Fußballmeisterschaft teil und schied erst im Halbfinale gegen den späteren deutschen Meister 1. FC Nürnberg aus.

## Leben
Seit 1912 war der junge Max Kob Torhüter in der Löwen-Jugend, während der Saison 1919/20 gab er sein Debüt im Tor der ersten Mannschaft. Max Kob war von 1919 bis 1932 Torhüter beim TSV 1860 München. Abwerbungsversuche des FC Bayern München schlugen fehl. Kob wird in einer Reihe „großer Namen“ zusammen mit Max Schäfer, Josef Wendl und Alois Pledl aus der Zeit genannt, in der der Verein auf nationaler Ebene konkurrenzfähig wurde.
In der Saison 1926/27 belegte Kob mit 1860 in der Bezirksliga Bayern unter Trainer Max Breunig nach einem 2:0-Erfolg gegen den FC Wacker München im Entscheidungsspiel um den 2. Platz und nahm deshalb an der süddeutschen Endrunde der Zweiten teil. Da setzten sich die Weiß-Blauen vor dem Karlsruher FV durch gewannen am 24. April in Pforzheim gegen den FSV Frankfurt wiederum mit 2:0 das Qualifikationsspiel um den 3. Teilnehmer aus Süddeutschland um die deutsche Meisterschaft. Das Achtelfinale wurde am 8. Mai im Stadion Rote Erde in Dortmund gegen den FC Schalke 04 ausgetragen. Mit 3:1 blieb Schalke um Ernst Kuzorra und Fritz Szepan auf der Strecke. Im Viertelfinale empfing 1860 im Heinrich-Zisch-Stadion den VfB Leipzig und zog mit einem 3:0 gegen die Mannen um Eduard Pendorf und Paul Pömpner in das Halbfinale ein. Das wurde am 29. Mai in Nürnberg auf dem dortigen ASV-Platz vor 20.000 Zuschauern gegen den 1. FC Nürnberg ausgetragen. Der „Club“ setzte sich mit der Offensivreihe Baptist Reinmann, Georg Hochgesang, Josef Schmitt, Ludwig Wieder und Heinrich Träg mit 4:1 durch und gewann auch am 12. Juni mit 2:0 gegen Hertha BSC das Finale um die deutsche Meisterschaft. Für Max Kob und Mannschaftskollegen wie Eugen Kling, Alois Pledl, Josef Wendl, Josef Hornauer und Ludwig Stiglbauer war es trotz der Halbfinalniederlage eine großartige Saison.
Er zog sich am 5. Oktober 1930 beim 2:4 verlorenen Derby gegen den FC Bayern München eine schwere Verletzung zu, die es dann auch verhinderte, dass er an der Endrunde um die deutsche Meisterschaft 1931, gekrönt durch den Finaleinzug, teilnehmen konnte.
Kob wird in Legenden in Weiß und Blau vor der Ära Petar Radenković als der „sicher beste Torhüter, den die Löwen je hatten“, aufgeführt.